# LEO Fondet
LEO Fondet er en dansk fond, som ejer LEO Pharma (tidl. Løvens kemiske Fabrik) via Leo Holding.
Fondet trådte i kraft i 1984 og overtog det fulde ejerskab efter den hidtidige ejer fabrikant, dr.jur.h.c. Knud Abildgaards død i 1986. Han og hustruen Gertrud Abildgaard oprettede fondet i 1983 med målsætningen: "LEO Pharma ejes af LEO Fondet. Fondet er et uafhængigt erhvervsdrivende fond med det mål at udvikle LEO Pharma som en selvstændig lægemiddelvirksomhed."